# Gavimata, Kunigal
Gavimata là một làng thuộc tehsil Kunigal, huyện Tumkur, bang Karnataka, Ấn Độ.